# 128036 Rafaelnadal
128036 Rafaelnadal è un asteroide della fascia principale. Scoperto nel 2003, presenta un'orbita caratterizzata da un semiasse maggiore pari a 2,4235303 UA e da un'eccentricità di 0,2286422, inclinata di 10,71974° rispetto all'eclittica.
L'asteroide è dedicato al tennista spagnolo Rafael Nadal.